# 戊午士禍
戊午士禍（：／），又稱戊午史禍，發生於1498年7月（燕山君4年），因當時屬新進勢力的士林派名臣金宗直的一名学生金馹孫在编写《成宗实录》时将金宗直的文稿《弔义帝文》收入，曾被金宗直得罪的勋旧派有名人物柳子光、李克墩指责该文影射端宗被世祖篡位（世祖反正）的事件。勋旧派大臣利用燕山君的愤怒，怂恿燕山君把士林派全部驱逐出政府，并诛杀相关者三十多人。

## 事件經過
事件的起因於《成宗實錄》的編纂過程。1494年12月，朝鮮成宗駕崩、燕山君即位，領議政盧思慎建議由春秋館編纂《成宗實錄》，燕山君准奏；並於4個月後（即1495年4月）設置實錄廳，開始編纂工作。實錄大約於1498年完成大詰，並於1499年由士林派的史官金馹孫提交史草。